# Avion de pénétration

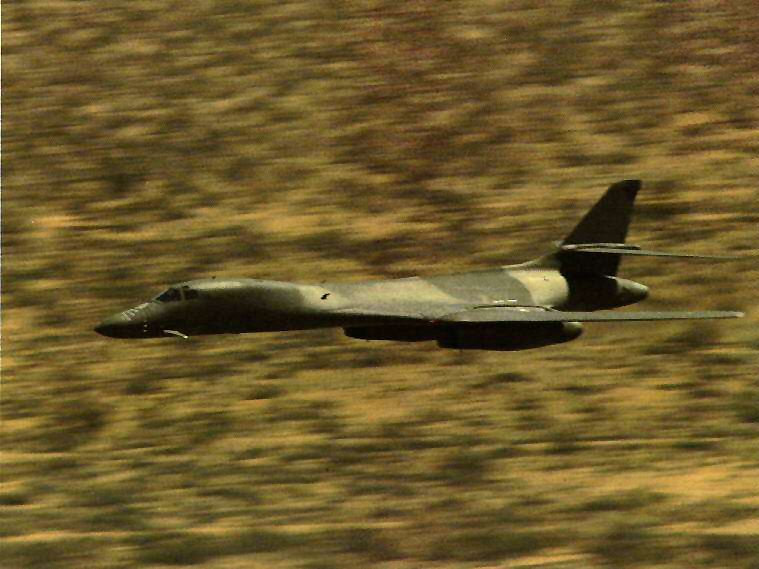
La mission typique d'un avion de pénétration : l'attaque à haute vitesse à basse altitude, comme illustré par cette photo d'un B-1B Lancer volant très près du sol avec un camouflage sombre.

Le terme « avion de pénétration », ou plus rarement « pénétrateur » (de l'anglais : « penetrator »), fait référence à un bombardier à long rayon d'action conçu pour pénétrer les défenses ennemies.

## Caractéristiques
Le terme est la plupart du temps appliqué aux avions qui volent à basse altitude afin d'éviter la détection par les radars, une contrepartie stratégique aux concepts d'avions d'interdiction tactiques à plus court rayon d'action, comme les BAC TSR-2, F-111 Aardvark, ou Jaguar. Toutefois, le terme peut être attribué à n'importe quel avion qui a été conçu pour survivre dans l'espace aérien ennemi, et a également été utilisé pour des prototypes de chasseurs de pénétration qui avaient été conçus pour escorter des bombardiers ou attaquer des avions ennemis au-dessus de leur territoire.
La conception typique du pénétrateur correspond à celle du bombardier américain B-1 Lancer, premier avion pour lequel le terme commença à être largement employé, (le B-1 fut développé d'après un projet connu sous le nom de « Low-Altitude Manned Penetrator »). Le Tupolev Tu-160, contrepartie soviétique du Lancer, ou le Tupolev Tu-22M sont également des membres de cette catégorie d'avions. D'autres avions, comme le B-52 Stratofortress ont également été adaptés à ce rôle. Des conceptions plus modernes, comme le bombardier furtif Northrop B-2 Spirit peuvent techniquement être qualifiés de pénétrateurs, mais ce terme ne leur est que rarement attribué. Toutefois, la mission de son successeur programmé, le Next-Generation Bomber (en) a été décrite comme étant « pénétrer et persister » (en anglais : « penetrate and persist »).
Généralement, ces avions sont dotés d'un important équipement électronique, leur permettant à la fois de naviguer à basse altitude à grande vitesse (systèmes de visualisation FLIR, radars de suivi de terrain automatique...), mais également d'assurer une bonne protection contre les menaces ennemies, en particulier les sites de défense aérienne, grâce à l'emploi de brouilleurs et de systèmes de guerre électronique puissants. Les leurres font évidemment partie du lot de bord pour tenter d'échapper à un missile qui serait tiré vers l'avion. Des systèmes d'éjection performants sont également nécessaires, car les éjections réalisées près du sol ne laissent que peu de temps aux équipages pour se sortir d'une situation périlleuse. En août 1984, la capsule éjectable d'un des premiers prototypes du B-1A connut un problème de déploiement de parachutes à basse altitude et tua le pilote de l'avion, blessant également les autres occupants,.